# Кремо
Кремо (фр. Cremeaux) насеље је и општина у источној Француској у региону Рона-Алпи, у департману Лоара која припада префектури Роан.
По подацима из 2011. године у општини је живело 933 становника, а густина насељености је износила 28,0 становника/km². Општина се простире на површини од 33,32 km². Налази се на средњој надморској висини од 680 метара (максималној 912 m, а минималној 456 m).

## Демографија
| 1962. | 1968. | 1975. | 1982. | 1990. | 1999. | 2011. |
| ----- | ----- | ----- | ----- | ----- | ----- | ----- |
| 1.045 | 1.088 | 987   | 970   | 937   | 904   | 933   |

График промене броја становника у току последњих година